# Fjærlandsfjorden
Fjærlandsfjorden es un fiordo del condado de Vestland, Noruega. Es un brazo del fiordo que se desprende del Sognefjorden principal hacia el norte, atravesando el municipio de Sogndal. El fiordo, de 25 kilómetros de longitud, comienza en el pueblo de Fjærland, en Sogndal, y fluye hacia el sur hasta unirse al Sognefjorden cerca del pueblo de Balestrand. Esefjorden y Vetlefjorden son dos pequeños brazos de fiordo que se ramifican del Fjærdlandsfjorden. El fiordo tiene una anchura de unos 1,5 kilómetros, con montañas escarpadas a ambos lados. La cabecera del fiordo es la única zona habitable alrededor del mismo. Es un valle fluvial plano que se extiende al norte del fiordo. La parte interior del fiordo, donde se encuentra el pueblo de Fjærland, sólo es accesible en barco o a través de largos túneles de carretera que atraviesan las montañas circundantes. El extremo occidental del túnel de Frudal se encuentra muy cerca de la orilla del fiordo

## Galería

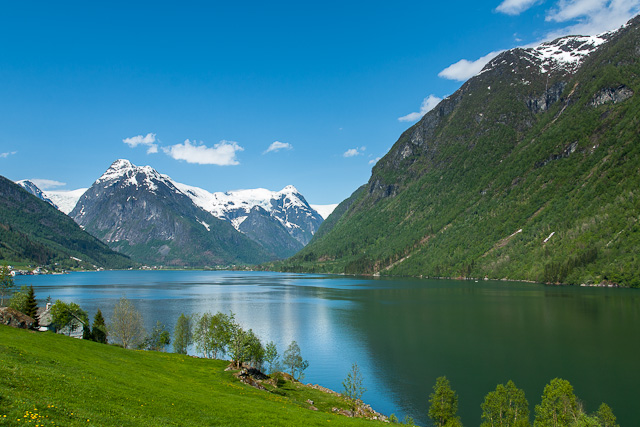
Mirando al norte desde el nivel del mar
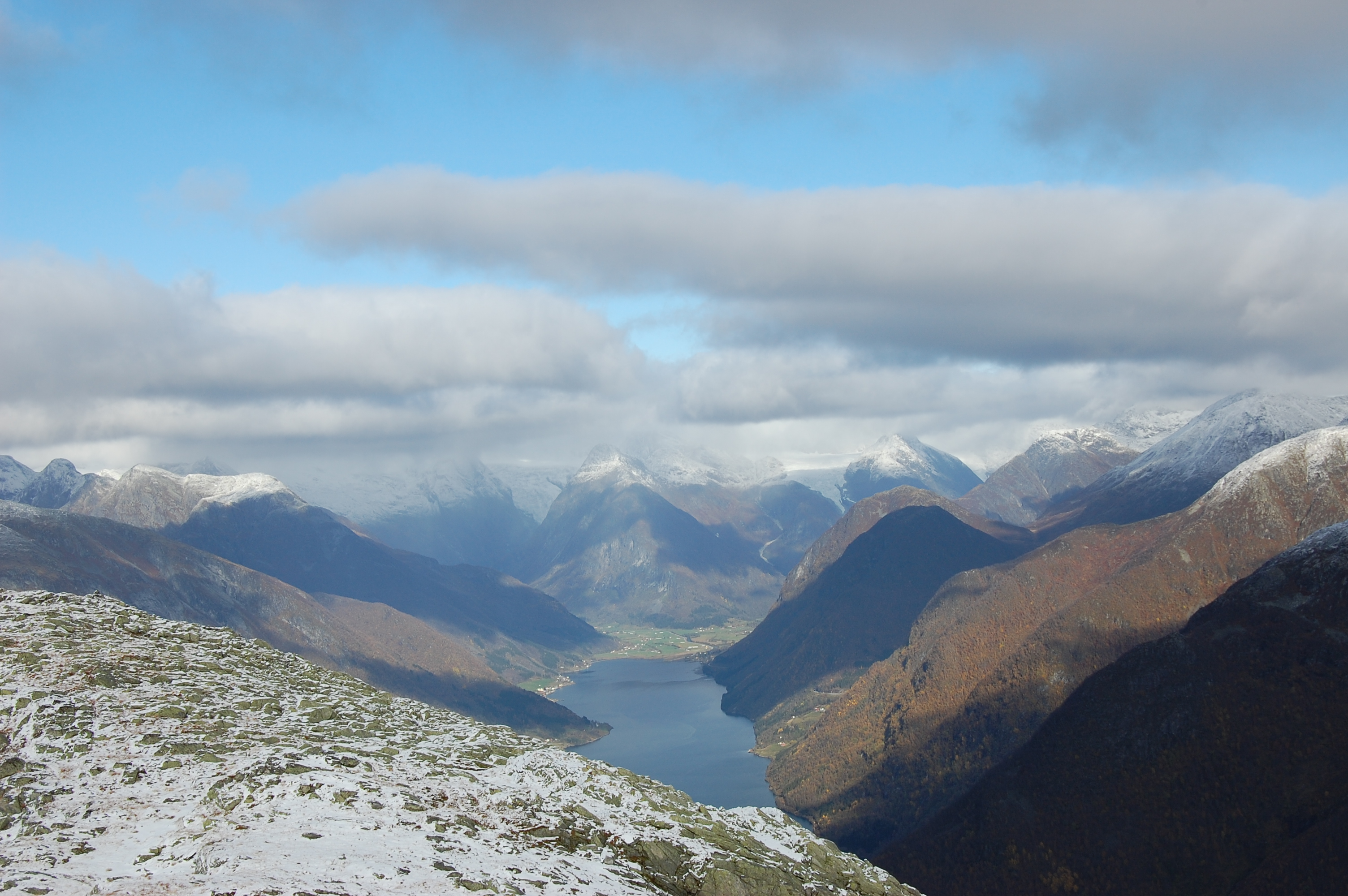
Mirando al norte desde lo alto de una montaña